# José Forjaz
José Alberto Basto Pereira Forjaz (Coimbra, 10 de maio de 1936 – Lisboa, 25 de junho de 2024) foi um arquitecto português radicado em Moçambique, onde contribuiu para o desenvolvimento da arquitetura africana.

## Vida e Obra
José Forjaz foi muito jovem, com os pais e irmãos, para Lourenço Marques, actual Maputo. Começou a trabalhar em meados dos anos 50 como desenhador dos Serviços Provinciais de Obras Públicas e como estagiário junto do arquitecto Pancho Guedes.
Transfere-se mais tarde para Portugal, onde estuda na Escola de Belas Artes do Porto e colabora com os arquitectos João Andresen, Arnaldo Araújo e Octávio Lixa Filgueiras. Após concluir o curso, em 1966, trabalhou no escritório dos arquitectos Francisco da Conceição Silva, Maurício de Vasconcelos e Bartolomeu Costa Cabral. Obteve o diploma de Master of Science in Architecture na Universidade de Columbia em Nova York.
Em 1968 regressou a África, abrindo um escritório privado em Mbabane, na Suazilândia, e, mais tarde, no Botswana, países onde executou inúmeros projectos durante os sete anos que ali permaneceu até ao retorno a Moçambique, nos fins de 1974, imediatamente depois da independência. Entre 1975 e 1985 desempenhou cargos no governo (Conselheiro do Ministro das Obras Públicas e Habitação e Secretário de Estado do Planeamento Físico), reservando a prática da arquitectura exclusivamente para projectos institucionais.
A partir de 1985, e com períodos como professor convidado de universidades em Itália, Portugal, Estados Unidos e Japão, é encarregado de organizar e dirigir a Faculdade de Arquitectura e Planeamento Físico da Universidade Eduardo Mondlane, tendo regido vários cursos de composição, história da arquitectura e paisagismo e orientado as teses de formatura da maioria dos graduados. A partir de 2009 retira-se do ensino universitário.
Era titular do escritório José Forjaz - Arquitectos, em Moçambique. No seu currículo, José Forjaz conta com dezenas de projectos desde residências de representantes de organismos internacionais, de embaixadores e chefes de estado, até pólos universitários e culturais. O Monumento à Mulher Moçambicana, o Monumento a Samora Machel, o Campus da Universidade de Botswana e Lesotho, na Suazilândia, o Parlamento Pan-Africano, a igreja do Seminário da Matola e as casas Roxo Leão pai e filho merecem especial destaque.
Morreu a 25 de junho de 2024, aos 88 anos, vítima de cancro, em Lisboa, onde se encontrava hospitalizado.